# Српско пјевачко друштво „Јединство” Котор
Српско пјевачко друштво „Јединство” у Котору је званично основано 1839. године, а забиљежено је да је група которских пјевача организовано присуствовала сахрани Петра I Петровића Његоша, односно да су дјеловали и десетак година прије званичне регистрације. Почасни члан друштва био је пјесник Ристо Милић, а композитор Јелисавета Поповић је била један од сарадника друштва. Католички свјештеник Нико Луковић је на прослави 750 година СПЦ у Котору, 1969. године, похвално говорио и о овом хору.
Химна друштва је О српска млада невина чеда. Компоновао ју је италијански композитор Дионизије Де Сарно Сан Ђорђо, који је живео и радио у Црној Гори и Србији крајем 19. и почетком 20. века и који је остао упамћен, између осталог, и по томе што је за само неколико година значајно подигао ниво музичког живота у Котору.